# Анадырское плоскогорье
Ана́дырское плоского́рье — плоскогорье на северо-востоке России в верхнем течении реки Анадырь на территории Чукотского автономного округа.
Длина ≈ 400 км, максимальная высота — 1221 м.
Сложено базальтами, андезитами, дацитами.
Преобладает кустарничковая и мохово-лишайниковая тундра. Значительные площади оленьих пастбищ.
Крупное озеро — Эльгыгытгын.
На плоскогорье исток таких рек, как Анадырь, Большой Анюй, Малый Анюй, Нейвытвырвеем.